# لانچ سرویسز پروگرام
لانچ سرویسز پروگرام (انگلیسی: Launch Services Program) شرکت هوافضای آمریکایی است، که در سال ۱۹۹۸ تأسیس شد.